# Hyperphrona gracilis
Hyperphrona gracilis är en insektsart som beskrevs av Brunner von Wattenwyl 1891. Hyperphrona gracilis ingår i släktet Hyperphrona och familjen vårtbitare. Inga underarter finns listade i Catalogue of Life.